# Tamara Bykova
Tamara Vladimirovna Bykova (Russisch: Тамара Владимировна Быкова) (Rostov aan de Don, 21 december 1958) is een Russische voormalige atlete, die zich in het hoogspringen gespecialiseerd had. Zij kwam tijdens vrijwel haar gehele carrière uit voor de Sovjet-Unie. Bykova begon met hoogspringen in 1974 (1,50 m) en bereikte haar hoogtepunt in de jaren tachtig. Ze verbeterde driemaal het wereldrecord. Ook nam ze tweemaal deel aan de Olympische Spelen en won hierbij één bronzen medaille.

## Biografie
Bij haar eerste internationale optreden op de Olympische Spelen van 1980 in Moskou was Bykova niet in haar beste vorm en behaalde zij met een hoogte van slechts 1,88 m een negende plaats. Zes weken later won ze het onderdeel hoogspringen op de Sovjet-kampioenschappen en sprong over 1,97.
Tamara Bykova werd wereldkampioene in 1983, bevestigde haar niveau met zilver in '87 en werd zevende in '91. Op de Olympische Spelen is haar beste resultaat een derde plaats in Seoel 1988. Ze behaalde een zilveren medaille op de wereldindoorkampioenschappen van 1989 en won in 1983 het hoogspringen op de Europese indoorkampioenschappen alsmede op de universiade.
In 1990 werd Bykova voor drie maanden geschorst na een positieve dopingtest (efedrine) op de Goodwill Games van 1990.
Tamara Bykova is van beroep lerares.

## Titels
- Wereldkampioene hoogspringen - 1983
- Universitair kampioene hoogspringen - 1983
- Europees indoorkampioene hoogspringen - 1983
- Sovjet-kampioene hoogspringen - 1980, 1982, 1983, 1985, 1989
- Sovjet-indoorkampioene hoogspringen - 1983, 1990, 1991

## Wereldrecords
| Hoogte (m) | Datum            | Plaats |
| ---------- | ---------------- | ------ |
| 2,03       | 21 augustus 1983 | Londen |
| 2,04       | 25 augustus 1983 | Pisa   |
| 2,05       | 22 juni 1984     | Kiev   |

## Persoonlijke records
| Onderdeel              | Prestatie      | Datum        | Plaats    |
| ---------------------- | -------------- | ------------ | --------- |
| hoogspringen (outdoor) | 2,05 m (ex-WR) | 22 juni 1984 | Kiev      |
| hoogspringen (indoor)  | 2,03 m (ex-NR) | 6 maart 1983 | Boedapest |

## Palmares

### hoogspringen
- 1981:  Universiade - 1,94 m
- 1981:  Wereldbeker - 1,96 m
- 1982:  EK - 1,97 m
- 1983:  WK - 2,01 m
- 1983:  EK indoor - 2,03 m
- 1983:  Universiade - 1,98 m
- 1983:  Europese beker - 2,03 m
- 1984:  Vriendschapsspelen - 1,96 m
- 1985:  Wereldbeker - 1,97 m
- 1985:  Europese beker - 2,02 m
- 1985:  IAAF Grand Prix - 1,95 m
- 1986:  Goodwill Games - 1,96 m
- 1987: 4e WK indoor - 1,94 m
- 1987:  EK indoor - 1,94 m
- 1987:  WK - 2,04 m
- 1987:  Europese beker - 1,96 m
- 1987:  IAAF Grand Prix - 1,97 m
- 1988:  OS - 1,99 m
- 1989:  WK indoor - 2,00 m
- 1989:  Wereldbeker - 1,97 m
- 1989:  Europese beker - 1,97 m
- 1991:  WK indoor - 1,97 m
- 1991: 7e WK - 1,93 m

## Progressie hoogspringen

### Outdoor
- 1974: 1,50 - 1975: 1,72
- 1976: 1,70 - 1977: 1,70
- 1978: 1,85 - 1979: 1,88
- 1980: 1,97 - 1981: 1,96
- 1982: 1,98 - 1983: 2,04
- 1984: 2,05 - 1985: 2,02
- 1986: 1,96 - 1987: 2,04
- 1988: 1,99

### Indoor
- 1989: 2,00
- 1990: 1,98
- 1991: 1,97
- 1992: 1,85

1983 Tamara Bykova ·
1987 Stefka Kostadinova ·
1991 Heike Henkel ·
1993 Ioamnet Quintero ·
1995 Stefka Kostadinova ·
1997 Hanne Haugland ·
1999 Inha Babakova ·
2001 Hestrie Cloete ·
2003 Hestrie Cloete ·
2005 Kajsa Bergqvist ·
2007 Blanka Vlašić ·
2009 Blanka Vlašić ·
2011 Anna Tsjitsjerova ·
2013 Brigetta Barrett ·
2015 Maria Koetsjina ·
2017 Maria Lasitskene ·
2019 Maria Lasitskene ·
2022 Eleanor Patterson ·
2023 Jaroslava Mahoetsjich